# Tính dục nữ ở người
Tính dục nữ của con người bao gồm một loạt các hành vi và quá trình, trong đó có: xu hướng tính dục và hành vi tình dục của nữ, các khía cạnh sinh lý, tâm lý, xã hội, văn hóa, chính trị và tâm linh hoặc tôn giáo của hoạt động tình dục. Các khía cạnh khác nhau của tính dục nữ - một phần của tính dục loài người - cũng đã được nói đến trong các nguyên tắc đạo đức, luân lý và thần học. Trong hầu hết các thời đại và văn hóa lịch sử, nghệ thuật, bao gồm cả nghệ thuật văn học và nghệ thuật thị giác, cũng như văn hóa đại chúng, thể hiện một khối lượng lớn quan điểm của một xã hội nhất định về tính dục loài người, bao gồm cả những khía cạnh tiềm ẩn (bí mật) và rõ ràng (công khai) và những biểu hiện của tính dục và hành vi của người nữ.
Trong phần lớn các xã hội và thẩm quyền pháp lý, có những giới hạn pháp lý về những hành vi tình dục nào được cho phép. Tính dục ở các nền văn hóa và khu vực trên thế giới thường khác nhau, liên tục thay đổi xuyên suốt lịch sử, và điều này cũng áp dụng cho tính dục nữ. Các khía cạnh của tính dục nữ bao gồm các vấn đề liên quan đến giới tính sinh học, nhận định chủ quan về cơ thể, lòng tự trọng, tính cách, xu hướng tính dục, giá trị và thái độ, vai trò giới, các mối quan hệ, các lựa chọn hoạt động và giao tiếp.
Trong khi đa số phụ nữ là người dị tính, một phần thiểu số khá lớn là người đồng tính hoặc thuộc các mức độ khác nhau của phổ song tính.

## Sinh lý học

### Tổng quan
Hoạt động tình dục có thể bao gồm các yếu tố kích thích tình dục khác nhau (kích thích sinh lý hoặc kích thích tâm lý), bao gồm mơ tưởng tình dục và các tư thế quan hệ tình dục khác nhau, hoặc sử dụng đồ chơi tình dục. Màn dạo đầu có thể diễn ra trước một số hoạt động tình dục, thường dẫn đến hưng phấn tình dục ở đối tác. Người ta cũng thường cảm thấy thỏa mãn tình dục khi được hôn, được chạm vào một cách gợi dục hay khi được ôm.

### Cực khoái
Cực khoái, hay cao trào tình dục, là sự giải phóng đột ngột của hưng phấn tình dục tích lũy trong suốt chu kỳ đáp ứng tình dục, dẫn đến sự co cơ theo nhịp trong vùng khung chậu đặc trưng bởi khoái cảm tình dục. Phụ nữ thường khó đạt cực khoái khi giao hợp qua đường âm đạo. Mayo Clinic tuyên bố rằng: "Cực khoái khác nhau về cường độ và phụ nữ khác nhau về tần suất cực khoái và lượng kích thích cần thiết để kích hoạt cực khoái." Ngoài ra, một số phụ nữ có thể cần nhiều hơn một loại kích thích tình dục để đạt được cực khoái. Sự kích thích âm vật trong giao hợp bình thường xảy ra khi dương vật đẩy mạnh làm di chuyển mui che âm vật.
Cực khoái ở phụ nữ thường được chia thành hai loại: cực khoái âm vật và âm đạo (hay điểm G). 70-80% phụ nữ cần kích thích âm vật trực tiếp để đạt cực khoái, mặc dù kích thích âm vật gián tiếp cũng có thể là đủ. Cực khoái âm vật dễ dàng đạt được hơn bởi vì toàn bộ bề mặt của âm vật có hơn 8.000 đầu dây thần kinh cảm giác, có nhiều (hoặc nhiều hơn trong một số trường hợp) số đầu dây thần kinh như trong dương vật người hoặc quy đầu dương vật. Vì âm vật là đối ứng với dương vật, nó có khả năng nhận được kích thích tình dục tương đương nhau.
Mặc dù khó đạt được cực khoái bằng cách kích thích âm đạo hơn, khu vực điểm G có thể tạo ra cực khoái nếu được kích thích đúng cách. Sự tồn tại của điểm G, và sự tồn tại như một cấu trúc riêng biệt, vẫn còn bị tranh luận, vì các báo cáo về vị trí của điểm G không nhất quán ở mỗi phụ nữ, có thể là không tồn tại ở một số phụ nữ, và nó được giả định là một phần mở rộng của âm vật, nên đó là lý do cực khoái có ở âm đạo.
Phụ nữ có thể đạt được nhiều cực khoái do thực tế là họ thường không cần có thời gian hồi phục như nam giới sau lần cực khoái đầu tiên. Mặc dù có báo cáo rằng phụ nữ không trải qua giai đoạn hồi phục và do đó có thể trải qua cực khoái liên tiếp, hoặc đa cực khoái, ngay sau lần cực khoái đầu tiên, một số nguồn nói rằng cả nam giới và phụ nữ đều trải qua giai đoạn hồi phục vì, do sự quá mẫn cảm của âm vật hoặc sự thỏa mãn tình dục, phụ nữ cũng có thể trải qua một giai đoạn sau khi đạt cực khoái mà khi đó kích thích tình dục tiếp theo không tạo ra hưng phấn.
Núm vú có thể nhạy cảm khi được chạm vào và kích thích núm vú có thể kích thích hưng phấn tình dục. Rất ít phụ nữ cho biết họ đã đạt cực khoái do kích thích núm vú. Trước nghiên cứu cộng hưởng từ chức năng (fMRI) của Komisaruk và cộng sự về kích thích núm vú vào năm 2011, các báo cáo về việc phụ nữ đạt được cực khoái khi kích thích núm vú chỉ dựa trên bằng chứng giai thoại. Nghiên cứu của Komisaruk là nghiên cứu đầu tiên liên kết bộ phận sinh dục nữ vào phần cảm giác của não; nó chỉ ra rằng cảm giác từ núm vú truyền đến phần não giống như cảm giác từ âm đạo, âm vật và cổ tử cung, và những cực khoái này được báo cáo là cực khoái sinh dục do kích thích núm vú và có thể được liên kết trực tiếp với vỏ não cảm giác sinh dục ("vùng sinh dục của não").

## Hấp dẫn tình dục
Trung bình, phụ nữ có xu hướng bị hấp dẫn nhiều hơn bởi nam giới với vòng eo tương đối hẹp, thân hình chữ V và vai rộng. Phụ nữ cũng có xu hướng bị hấp dẫn bởi nam giới cao hơn họ, và có mức độ cân xứng cao trên khuôn mặt, cũng như sự lưỡng hình trên khuôn mặt tương đối nam tính. Phụ nữ, bất kể xu hướng tình dục nào, thường có xu hướng ít quan tâm đến sự hấp dẫn thể chất của đối tác hơn nam giới.

## Sự kiểm soát tính dục người nữ
Trong lịch sử, nhiều nền văn hóa đã coi tính dục nữ thấp kém hơn tính dục nam và là thứ cần được kiểm soát bằng cách hạn chế hành vi của phụ nữ. Những thông lệ văn hóa truyền thống, chẳng hạn như bắt buộc phải cư xử đúng mực và có trinh tiết, thường áp đặt những hạn chế này chủ yếu lên phụ nữ thay vì có những hạn chế tương tự đối với nam giới.
Theo tài liệu phân tích tâm lý, "phức cảm Madonna–gái điếm" được cho là xảy ra khi một người đàn ông chỉ ham muốn tình dục với những phụ nữ mà anh ta coi thường ("gái điếm") chứ không có ham muốn với những người anh ta kính trọng ("Madonna"). Hiện tượng này được miêu tả lần đầu bởi Sigmund Freud.
Một số hủ tục văn hóa gây tranh cãi, chẳng hạn phẫu thuật cắt âm vật (FGM), được mô tả nỗ lực nhằm vô hiệu hóa hoàn toàn tình dục của phụ nữ. FGM, mặc dù là trái pháp luật, vẫn đang được thực hiện ở một số khu vực của châu Phi và khu vực Trung Đông, cũng như ở một số cộng đồng nhập cư tại các nước phương Tây. Quy trình này thường được thực hiện lên những bé gái trước khi các bé được 15 tuổi.
Các phương pháp được sử dụng để kiểm soát tính dục và hành vi tình dục của phụ nữ bao gồm cả những hình phạt đe dọa đến tính mạng - ví dụ như việc tử hình vì danh dự. Lý do cho hành động giết người này có thể bao gồm: từ chối bước vào cuộc hôn nhân sắp đặt, đang ở trong một mối quan hệ mà người thân của họ không chấp thuận, quan hệ tình dục ngoài hôn nhân, nạn nhân của hiếp dâm hoặc ăn mặc không theo tiêu chuẩn phù hợp.
Khóa trinh tiết là một công cụ khác được sử dụng trong lịch sử để kiểm soát hành vi tình dục của phụ nữ. Đây là một phụ kiện quần áo được thiết kế để ngăn chặn hành vi quan hệ tình dục. Những chiếc khóa trinh tiết được phụ nữ đeo để bảo vệ sự trong trắng của họ, và để ngăn chặn cả việc thủ dâm hay tiếp cận tình dục với nam giới mà không có sự cho phép của nam giới.
Trước khi Bắc Mỹ bị xâm lược bởi châu Âu, thái độ của người Mỹ bản địa về tình dục nữ khá là cởi mở, đặc biệt là đối với phụ nữ trẻ, chưa kết hôn. Tuy nhiên, khi người châu Âu tiến hành xâm lược, những quan điểm cứng rắn hơn đã được thực thi. Những quan điểm này đặc biệt cấm đoán phụ nữ, chủ yếu ở các vùng thuộc địa của Thanh giáo.
Sau khi châu Âu thuộc địa hóa Bắc Mỹ, các hình mẫu về người Mỹ gốc Phi như "Jezebel" hay "thú có vú" đã được tao ra. Jezebel là từ để một người phụ nữ dâm dục, đầy cám dỗ và quyến rũ. Mammy (số nhiều), hay còn gọi là "Dì Jemima", là biểu tượng người mẹ được miêu tả trong thể chế nô lệ: luôn nở nụ cười trên khi cả gia đình người da trắng xâm chiếm cuộc sống và toàn bộ thế giới của cô. Những khuôn mẫu này không chỉ để biện minh cho chế độ nô lệ mà còn biện minh cho việc cưỡng hiếp và lạm dụng phụ nữ Mỹ gốc Phi, với lí do là họ bị nhu cầu tình dục xâm chiếm, là sinh vật tình dục (trong trường hợp của những Jezebel), hoặc quan niệm là phụ nữ không có tâm niệm tình dục hay tính dục, vì thế giới của cô phụ thuộc cuộc sống của những người chủ da trắng của cô ấy (trong trường hợp của những mammy).

## Nghiên cứu hiện đại
Trong thời hiện đại, các nhà tâm lý học và sinh lý học đã có nhiều nghiên cứu hơn về tính dục nữ. Sigmund Freud đã đưa ra lý thuyết về hai loại cực khoái của phụ nữ, "cực khoái âm đạo và cực khoái âm vật". Tuy nhiên, Masters và Johnson (1966) cùng với Helen O'Connell (2005) đã bác bỏ sự phân biệt này.
Ernst Gräfenberg nổi tiếng với những nghiên cứu về cơ quan sinh dục nữ và sinh lý tình dục nữ của con người. Ông đã công bố, cùng với những nghiên cứu, một nghiên cứu tiên phong tên là Vai Trò của Niệu Đạo trong Cực khoái Nữ (1950), mô tả quá trình đạt cực khoái của phụ nữ, cũng như mô tả khu vực sinh dục nơi niệu đạo gần nhất với thành âm đạo. Năm 1981, hai nhà tình dục học John D. Perry và Beverly Whipple đã đặt tên khu vực đó là điểm Gräfenberg, hay điểm G, để vinh danh ông - trong khi cộng đồng y tế nói chung vẫn chưa chấp nhận hoàn toàn khái niệm về điểm G.
Về kích thích tình dục trong tâm lý của phụ nữ, nghiên cứu gần đây của nhà tâm lý nhân cách học và sinh học nhân chủng học Gerulf Rieger vào năm 2015 cho rằng phụ nữ đồng tính khi quan hệ với người cùng giới có được kích thích tình dục điển hình của nam giới nhiều hơn phụ nữ dị tính khi quan hệ với người khác giới. Họ cũng nam tính hơn trong các hành vi phi tình dục.

## Góc nhìn của các nhà nữ quyền
Vào những năm 1970 và 1980, những quan niệm truyền thống đã có từ lâu của phương Tây về tính dục nữ giới đã bị thách thức và được xem xét lại. Đây chính là một phần của cuộc cách mạng tính dục. Các phong trào nữ quyền và rất nhiều tác giả nữ quyền chú trọng vào tính dục nữ từ góc nhìn của nữ giới, thay vì để tính dục nữ bị định nghĩa dựa trên tính dục nam. Một trong những cuốn sách phi hư cấu nổi tiếng nói về vấn đề này đầu tiên là Khu vườn bí mật của tôi của Nancy Friday. Những tác giả khác, như Germaine Greer, Simone de Beauvoir và Camillie Paglia đều rất có sức ảnh hưởng, dù quan điểm của họ không được chấp nhận một cách toàn diện hoặc không được bình tĩnh đón nhận bởi công chúng. Đến thế kỷ 20, những đóng góp lớn lao nhất của Châu Âu vào việc hiểu về tính dục nữ giới đến từ chủ nghĩa nữ quyền nước Pháp mang tính phân tâm, với những công trình của Luce Irigaray và Julia Krisetva.
Đồng tính luyến ái nữ và song tính luyến ái nữ cũng dần dần trở thành một chủ đề đáng quan tâm trong phong trào nữ quyền. Ý niệm về đồng tính nữ mang tính chính trị (political lesbianism) - liên quan mật thiết đến làn sóng nữ quyền lần thứ hai và phong trào nữ quyền cấp tiến - bao gồm, nhưng không giới hạn ở, tư tưởng phân ly đồng tính nữ, với những người ủng hộ tiêu biểu là Shelia Jeffreys và Julie Bindel.
Thái độ của các nhà nữ quyền về tính dục nữ cũng có những phạm vi khác nhau trong suốt quá trình lịch sử của phong trào nữ quyền. Nhìn chung, những nhà nữ quyền hiện đại đấu tranh cho việc tất cả mọi phụ nữ đều được tiếp cận với dịch vụ chăm sóc sức khoẻ tình dục và giáo dục giới tính, và đồng ý với tầm quan trọng của quyền tự do đối với sức khoẻ sinh sản, đặc biệt là liên quan đến những vấn đề như tránh thai và kế hoạch hoá gia đình. Sự tự chủ đối với cơ thể và sự đồng thuận cũng là những ý niệm có tính quan trọng cao trong quan điểm nữ quyền hiện đại về tính dục nữ.
Những vấn đề như ngành công nghiệp tình dục, biểu thị tình dục trong truyền thông, và những vấn đề liên quan đến sự đồng thuận tình dục với những điều kiện của sự thống trị của nam giới, là những chủ đề gây tranh cãi hơn giữa các nhà nữ quyền. Những cuộc tranh luận này ngã ngũ vào cuối những năm 1970 và những năm 1980, trở thành Cuộc Chiến Tình dục Nữ Quyền. Phong trào này tẩy chay những nội dung khiêu dâm chống lại hoặc đi ngược với phong trào nữ quyền ủng hộ tình dục. Các bộ phận của phong trào nữ quyền đã bị chia rẽ sâu sắc bởi vấn đề này.

### Phong trào nữ thần
Năm 2005, Anna Simon đã thảo luận về tầm quan trọng của việc thay đổi các cuộc đối thoại xoay quanh vấn đề giới tính nữ. Phong trào nữ thần và những người tham gia khuyến khích việc tìm kiếm sức mạnh trong tính nữ, rằng một người không cần phải nam tính để trở nên mạnh mẽ, cũng như tất cả phụ nữ và những người nhận dạng là phụ nữ nên cảm thấy thoải mái khi thể hiện bản thân mình là phụ nữ bởi điều đó luôn đi kèm với một sức mạnh nội tại nhất định.

## Luật pháp
Luật pháp trên thế giới chi phối việc thể hiện tính dục nữ và giới hạn các trường hợp mà một cá nhân không được thực hiện hành vi tình dục với phụ nữ hoặc trẻ em gái. Quan hệ tình dục cưỡng ép thường bị cấm, mặc dù một số quốc gia có thể cho phép hành vi cưỡng hiếp trong hôn nhân. Các luật về độ tuổi đồng thuận quy định độ tuổi tối thiểu mà một người nữ vị thành niên có thể tham gia quan hệ tình dục, và chúng có sự khác nhau giữa các khu vực pháp lý khác nhau. Trong những năm gần đây, độ tuổi đồng thuận đã tăng lên ở một số khu vực pháp lý và bị giảm xuống ở những khu vực khác.
Một số quốc gia có luật chống nội dung khiêu dâm và mại dâm (hoặc một số khía cạnh của những nội dung đó). Luật pháp ở một số khu vực pháp lý cấm quan hệ tình dục ngoài hôn nhân, chẳng hạn như quan hệ tình dục trước hôn nhân hoặc ngoại tình. Điều này bị các nhà phê bình biện luận rằng, trên thực tế, những luật này được sử dụng để kiểm soát hành vi của phụ nữ chứ không phải của nam giới. Các giá trị trinh tiết và gia đình nhằm tôn vinh phụ nữ vẫn đóng một vai trò quan trọng trong một số hệ thống pháp luật: ở một số khu vực pháp lý, hình phạt đối với hiếp dâm sẽ nghiêm trọng hơn nếu tại thời điểm tội phạm người phụ nữ vẫn còn là trinh nữ, còn theo một số hệ thống pháp luật khác một người đàn ông cưỡng hiếp một phụ nữ có thể thoát khỏi sự trừng phạt nếu anh ta kết hôn với cô ấy.

## Phụ nữ chịu trách nhiệm cho an toàn tình dục
Về trách nhiệm đối với hoạt động tình dục an toàn trong các mối quan hệ dị tính, có thể xem xét một khái niệm phổ biến là tình dục an toàn. Người ta đã lập luận rằng có ba khía cạnh trong nhận thức chung về tình dục an toàn: an toàn về mặt cảm xúc (tin tưởng vào bạn tình của mình), an toàn về tâm lý (cảm thấy an toàn) và an toàn về y sinh (ngăn chặn các dịch lỏng có thể gây mang thai hoặc truyền bệnh). Cụm từ "tình dục an toàn" thường được biết đến để chỉ an toàn y sinh.
Kể từ cuộc cách mạng tình dục, các quan chức y tế đã phát động nhiều chiến dịch nhằm nâng cao nhận thức về các nguy cơ đến từ quan hệ tình dục không có biện pháp bảo vệ. Mặc dù các mối nguy hiểm của quan hệ tình dục không được bảo vệ bao gồm mang thai ngoài ý muốn, các bệnh lây nhiễm qua đường tình dục (STIs/STDs), trong đó HIV/AIDS có nguy cơ chết người cao nhất, song việc sử dụng các phương tiện tránh thai (đáng tin cậy nhất là bao cao su) vẫn chưa nhất quán.
Các quan niệm xã hội về tính nam và tính nữ đóng một vai trò quan trọng trong việc hiểu tại sao phụ nữ thường phải chịu trách nhiệm cho hậu quả của các hành vi tình dục. Thông thường, xã hội tạo ra các chuẩn mực và giả định tình dục khác nhau cho phụ nữ và nam giới, và tính dục nam và nữ thường được coi là đối lập với nhau: ví dụ, phụ nữ thường được dạy rằng họ "không nên mong muốn hoạt động tình dục hoặc cảm thấy hứng thú với nó, hoặc có quan hệ tình dục ngoài hôn nhân", trong khi nam giới thường được dạy phải "cảm thấy mình có quyền quan hệ tình dục và có khoái cảm, và rằng giá trị bản thân của họ được thể hiện thông qua năng lực tình dục cũng như các quan niệm về quyền lực và sức mạnh". Tương tác tình dục thường diễn ra trong những hoàn cảnh cơ cấu không bình đẳng mà ở đó có sự mất cân bằng quyền lực giữa nam và nữ. Các nhà nữ quyền, chẳng hạn như Catharine Mackinnon, đã tuyên bố rằng không nên bỏ qua sự bất bình đẳng mà trong đó quan hệ tình dục khác giới diễn ra và sự bất bình đẳng đó nên đóng một vai trò quan trọng trong vận động chính sách; Mackinnon đã lập luận: "Giả định ở đây là phụ nữ có thể bất bình đẳng với nam giới về mặt kinh tế, xã hội, văn hóa, chính trị và tôn giáo, nhưng thời điểm họ có quan hệ tình dục, họ trở nên tự do và bình đẳng. Đó là giả định - và tôi nghĩ chúng ta nên suy nghĩ về nó, cụ thể là ý nghĩa của sự đồng thuận lúc này sẽ là gì."
Quan niệm xã hội về tính nam có thể cho rằng đàn ông luôn quan tâm đến tình dục và rằng một khi đàn ông được kích thích tình dục, họ phải được thỏa mãn thông qua cực khoái. Xu thế này gắn liền với bản dạng giới nam, và một khi nó đã lên đà phát triển, rất khó để người ta có thể dừng lại và nghĩ khác đi. Quan niệm xã hội về tính nữ có thể hàm ý sự thụ động, điều này đã ảnh hưởng đến tầm quan trọng văn hóa của ham muốn phụ nữ. Đây là một yếu tố góp phần vào việc phần lớn ham muốn tình dục của phụ nữ bị bỏ qua; bởi vì nam giới được coi là không thể kiểm soát ham muốn tình dục của họ, trách nhiệm của việc sử dụng bao cao su nay nằm ở người phụ nữ. Một số học giả cho rằng một yếu tố dẫn đến việc phân chia trách nhiệm đối với các yếu tố tình dục an toàn là đặc quyền trong ham muốn của nam giới ở văn hóa phương Tây, được chỉ ra trong niềm tin phổ biến rằng trải nghiệm tình dục của phụ nữ không bị ảnh hưởng xấu bởi việc sử dụng bao cao su nhưng trải nghiệm của nam giới bị giảm đi khi có rào cản này. Những học giả trên tin rằng điều này hàm chứa nhiều vấn đề, vì việc sử dụng bao cao su có liên quan tượng trưng đến quan hệ tình dục phóng đãng và thói lăng nhăng, điều này đi ngược lại các chuẩn mực xã hội về tính nữ. Mối liên quan trên được cho là không thể bị đánh giá thấp vì "việc ngừng sử dụng bao cao su trở thành một phép thử hoặc một dấu hiệu cho thấy sự tồn tại của một mối quan hệ ràng buộc và duy nhất", và thể hiện sự tin tưởng.
Những người khác suy đoán rằng trách nhiệm sử dụng bao cao su được đặt lên phụ nữ không phải do xã hội, mà thay vào đó là do những hậu quả khả dĩ của việc quan hệ tình dục không an toàn đối với phụ nữ thường nghiêm trọng hơn là với nam giới (mang thai, khả năng lây truyền bệnh lây nhiễm qua đường tình dục cao hơn, v.v...). Các bệnh lây truyền qua đường tình dục do vi khuẩn, chẳng hạn như bệnh chlamydia và bệnh lậu, cho thấy tỷ lệ mắc ở phụ nữ có thể cao gấp ba lần so với nam giới ở các khu vực có tỷ lệ nhiễm cao của Hoa Kỳ, và 1/4 số ca mang thai ở các nước đang phát triển và một nửa số ca mang thai ở Hoa Kỳ là ngoài ý muốn.
Một quan niệm xã hội khác về tình dục là sự bắt buộc giao cấu (coital imperative). Sự bắt buộc giao cấu là quan niệm rằng để có thể thật sự quan hệ tình dục, dương vật phải giao hợp với âm đạo. Đối với nhiều phụ nữ, điều này thường hạn chế các khả năng tình dục và bao cao su được coi là biểu tượng của việc chấm dứt trải nghiệm tình dục. Việc số đông chấp nhận rằng sự thâm nhập của dương vật-âm đạo là trọng tâm trong một mối quan hệ tình dục được củng cố bởi sự tập trung vào việc sử dụng bao cao su. Những quan niệm trên, ham muốn tình dục của nam giới và mệnh lệnh giao cấu, cùng với quan niệm xã hội về tính nữ, có thể dẫn đến sự mất cân bằng quyền lực trong việc đưa ra quyết định sử dụng bao cao su.